# Liste der Stolpersteine in Krimpen aan den IJssel
Die Liste der Stolpersteine in Krimpen aan den IJssel umfasst die Stolpersteine, die vom deutschen Künstler Gunter Demnig in Krimpen aan den IJssel verlegt wurden, einer Gemeinde in der niederländischen Provinz Zuid-Holland. Stolpersteine sind Opfern des Nationalsozialismus gewidmet, all jenen, die vom NS-Regime drangsaliert, deportiert, ermordet, in die Emigration oder in den Suizid getrieben wurden. Demnig verlegt für jedes Opfer einen eigenen Stein, im Regelfall vor dem letzten selbst gewählten Wohnsitz.
Die ersten, bislang einzigen Verlegungen in der Gemeinde Krimpen aan den IJssel fanden am 11. November 2020 statt.

## Verlegte Stolpersteine
In Krimpen aan den IJssel wurden bislang sechs Stolpersteine an sechs Adressen verlegt.
| Stolperstein | Übersetzung                                                                                                | Verlegort                  | Name, Leben                                   |
| ------------ | --- | -------------------------- | --------------------------------------------- |
|              | HIER WOHNTE CORNELIS ALBERTUS ENGELSE GEB. 1892 VERHAFTET 3.3.1942 ERMORDET 31.10.1942 MAUTHAUSEN          | IJsseldijk 338–340         | Cornelis Albertus Pieter Engelse (1892–1942)  |
|              | HIER WOHNTE ARIE CORNELIS VAN DER GIESSEN GEB. 1916 VERHAFTET 2.10.1942 ERMORDET 10.6.1944 KAMP HAAREN     | Schaardijk 21              | Arie Cornelis van der Giessen (1916–1944)     |
|              | HIER WOHNTE BOELO KOENS GEB. 1914 VERHAFTET 7.11.1941 ERMORDET 3.5.1942 SACHSENHAUSEN                      | Koningin Wilhelminaplein 3 | Boelo Koens (1914–1942)                       |
|              | HIER WOHNTE HERRIM MATZCINSKY GEB. 1872 DEPORTIERT 1943 AUS WESTERBORK ERMORDET 13.3.1943 SOBIBOR          | Poldersedijk 4             | Herrim Matzcinsky (1872–1943)                 |
|              | HIER WOHNTE ADOLF HARRY MOSES GEB. 1918 DEPORTIERT 1943 AUS WESTERBORK ERMORDET 23.7.1943 AUSCHWITZ        | Kruisstraat 13             | Adolf Harry Moses (1918–1943)                 |
|              | HIER WOHNTE SELMA JOHANNA VAN REEUWIJK- HAGENS GEB. 1909 VERHAFTET 25.9.1942 ERMORDET 27.12.1942 AUSCHWITZ | Waalsingel 46              | Selma Johanna van Reeuwijk-Hagens (1909–1942) |

## Verlegedatum
- 11. November 2020[7]